# Kamptosoma abyssale
Kamptosoma abyssale is een zee-egel uit de familie Kamptosomatidae.
De wetenschappelijke naam van de soort werd in 1971 gepubliceerd door Alexander Mironov.